# Rhipicephalus arnoldi
Rhipicephalus arnoldi är en fästingart som beskrevs av Theiler och Zumpt 1949. Rhipicephalus arnoldi ingår i släktet Rhipicephalus och familjen hårda fästingar. Inga underarter finns listade i Catalogue of Life.